# مثنوی معنوی
مثنوی، مشهور به مثنوی معنوی (یا مثنوی مولوی)، نام کتاب شعری از مولانا جلال‌الدین محمد بلخی شاعر و عارف ایرانی است.
این کتاب حدوداً از ۲۶٬۰۰۰ بیت و ۶ دفتر تشکیل شده اما در چاپ حاضر تعداد ابیات آن که برابر با ابیات تصحیح و طبع نیکلسون است، از این قرار است:
دفتر اول: ۴۰۰۳ بیت
دفتر دوم: ۳۸۱۰ بیت
دفتر سوم: ۴۸۱۰ بیت
دفتر چهارم: ۳۸۵۵ بیت
دفتر پنجم: ۴۲۳۸ بیت
و دفتر ششم: ۴۹۱۶ بیت
است که بر روی هم کل اثر مشتمل بر ۲۵۶۳۲ بیت می‌شود که یکی از برترین کتاب‌های ادبیات عرفانی کهن فارسی و حکمت ایرانی پس از اسلام است. این کتاب در قالب شعری مثنوی سروده شده است؛ که در واقع عنوان کتاب نیز می‌باشد. اگر چه قبل از مولوی، شاعران دیگری مانند سنائی و عطار هم از قالب شعری مثنوی استفاده کرده بودند ولی مثنوی مولوی از سطح بالاتری برخوردار است. در این کتاب ۴۲۴ داستان پی‌درپی به شیوهٔ تمثیل داستان سختی‌های انسان در راه رسیدن به خدا را بیان می‌کند. هجده بیت نخست دفتر اول مثنوی معنوی به نی‌نامه شهرت دارد و چکیده‌ای از مفهوم ۶ دفتر است. این کتاب به درخواست شاگرد مولوی، حسام‌الدین حسن چلبی، در سال‌های ۶۶۲ تا ۶۷۲ هجری/۱۲۶۰ میلادی تألیف شد. عنوان کتاب، مثنوی، در واقع نوعی از ساختار شعری است که در این کتاب استفاده می‌شود.
مولوی در این کتاب مجموعه‌ای از اندیشه‌های فرهنگ ایرانی-دینی را گرد آورده است.
این کتاب به انتخاب نشریه گاردین جزو ۱۰۰ کتاب برتر تاریخ بشریت برگزیده شده است.

## حکایات مثنوی و ساختار ادبی

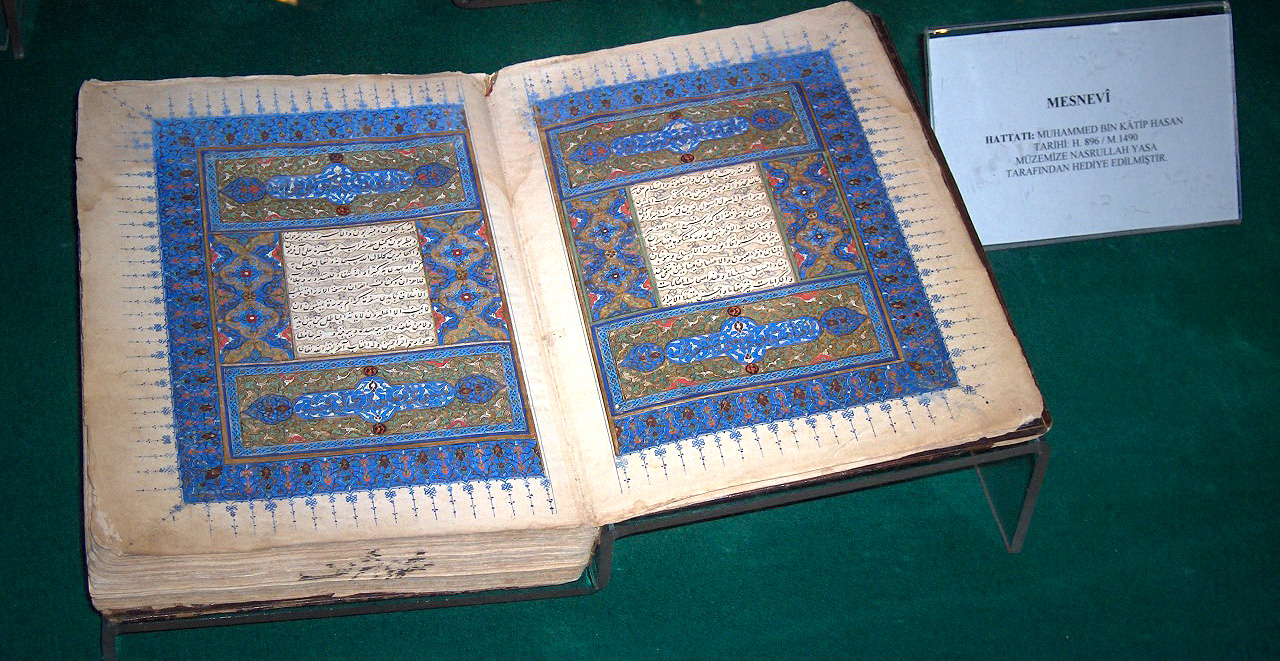

مثنوی مولوی، مانند بیشتر مثنوی‌های صوفیانه، به صورت عمده از «حکایت» به عنوان ابزاری برای بیان تعلیمات تصوف استفاده می‌کند. ترتیب قرار گرفتن حکایتهای گوناگون در این کتاب ظاهراً نظم مشخصی ندارد. شخصیت‌های اصلی حکایتها می‌تواند از پیامبران و پادشاهان تا چوپانان و بردگان باشد. حیوانات نیز نقش پررنگی در این حکایتها بازی می‌کنند.
حکایات موجود در مثنوی از منابع مختلف قدیمی‌تر آمده‌اند. برخی عیناً در مثنوی‌های عطار نیشابوری همچون منطق الطیر موجودند. برخی همچون داستان خلیفه و لیلی، پادشاه و خانه کمپیر، استر و استر، محمود و ایاز، گنج نامه، حلوا ساختن جهود و عیسوی و مسلمان از مقالات شمس استخراج شده‌اند.
آخرین داستان مثنوی (شاهزادگان و دژ هوش ربا)، با وفات مولوی ناتمام ماند. دفتر ششم مثنوی از همین روی دفتری ناتمام است. فرزند او مثنوی زیبایی دارد که در آن از مرگ پدر و ناتمام ماندن مثنوی گله کرده است. اصل داستان را البته جویندگان می‌توانند در مقالات شمس تبریزی بیابند و از بخش پایانی قصه مطلع شوند.
مولوی در مثنوی تبحر خود را در استفاده از اتفاقات روزمره برای توضیح دیدگاه‌های عرفانی‌اش نشان می‌دهد. ویژگی تمایزبخش دیگر این کتاب میزان گریزهای مکرر آن از داستان اصلی برای توضیح (گاه مفصل) نکات مختلف جنبی داستان، است. این نکته ممکن است بیانگر این باشد که برای مولوی مضمون داستان اهمیت بسیار بیشتری از سبک نگارش داشته است.

## مثنوی و کتب آسمانی
برخی از ادیبان، مثنوی را تالی کتب آسمانی خوانده‌اند و برخی پا را از این هم فراتر نهاده و بر خلاف نص صریح قرآن، آن را مصحف ثانی نام نهاده‌اند. عبدالرحمن جامی، مثنوی معنوی را «قرآن در زبان فارسی» نامیده است. بنابر نظر جلال‌الدین همایی، مثنوی اگر از سروده‌های گاتا، اوستای زرتشت، وداهای هندوان و عهد جدید مسیحیان (قرآن و عهد عتیق مستثنی شده‌اند) که در دسترسند، عمیق‌تر و پرمایه تر نباشد، قدر مسلم کمتر هم نیست.
دلیل این اعتقاد به دو نکته بازمی‌گردد. نکته اول آنکه سرچشمه فیض و سرمایه‌ای که سبب تألیف مثنوی گشته همانا وحی الهی است و این در جای جای مثنوی مشهود است. بنابر اعتقاد مسلمانان، وحی به پیامبران مختص نیست و چه بسا به تعبیر قرآن بر زنبور عسل نیز نازل گردد؛ بنابراین اعتقاد است که در مثنوی آمده است.
| گیرم این وحی نبی گنجور نیست        |  | هم کم از وحی دل زنبور نیست   |
| چونکه اوحی الرب الی النحل آمده است |  | خانهٔ وحیش پر از حلوا شده است |

دلیل دوم آنکه مولانا روحی وحی‌گیر و وحی‌شناس داشته و این روح اثر خود را به شکل چشمگیری در مثنوی به جای گذاشته است.
| گر نبودی روحهای غیب‌گیر |  | وحی نآوردی ز گردون یک بشیر |

## عرفان مثنوی

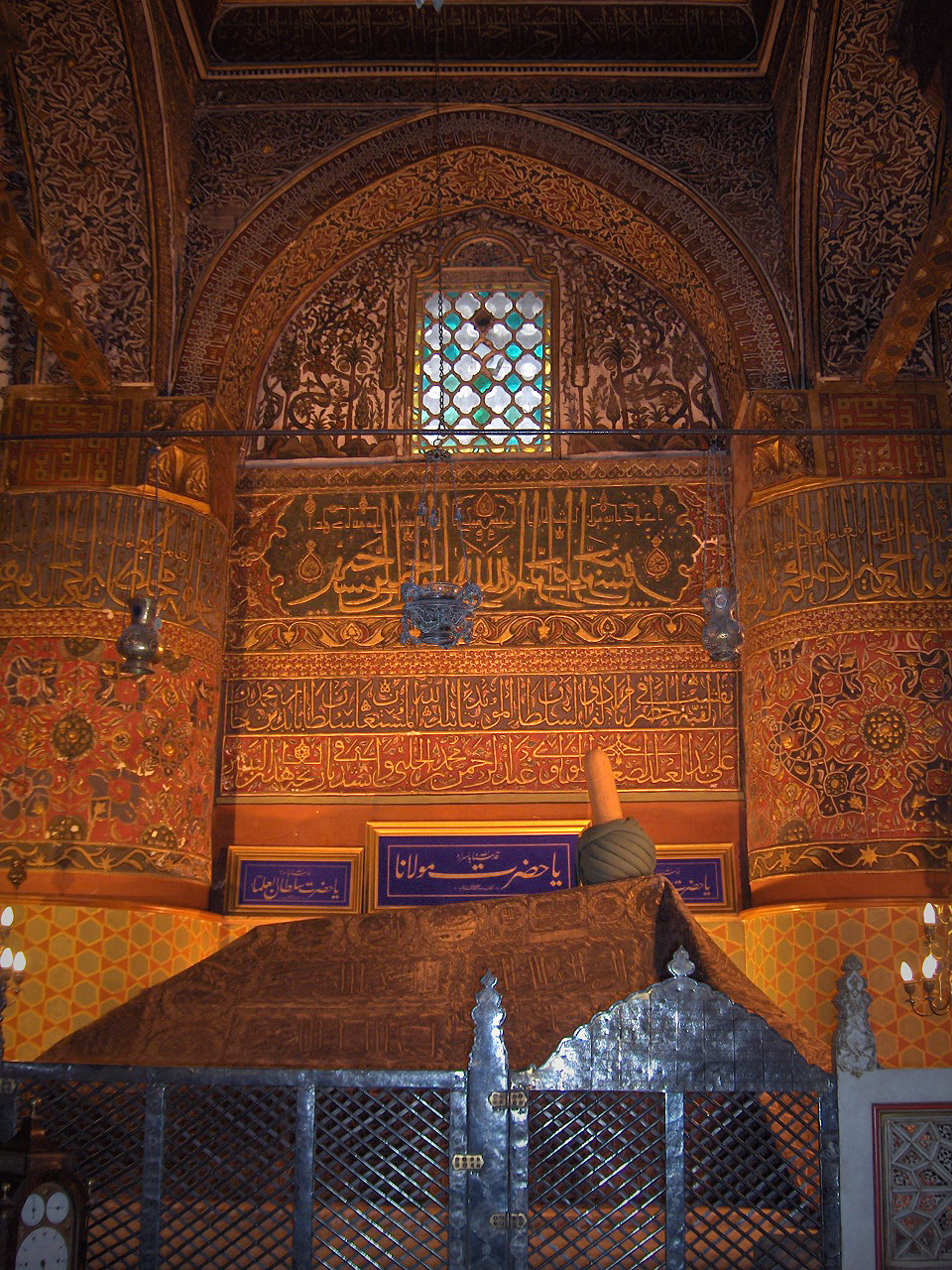
آرامگاه مولوی در قونیه

اگر خواسته شود که در باب تفکرات عرفانی مولوی تحقیق شود، شاید بهترین راه تحلیل کلیات شمس باشد؛ ولی اگر هدف شناخت برداشتهای او از زندگی و دین باشد، بررسی غزلهایش نتیجه‌ای در برنخواهد داشت. به این منظور مثنوی انتخاب بهتری است. مولوی در تدوین این اثر قصد تعلیم و اندرز گویی داشته و راه‌های وصول به خدا و معرفت نفس را می‌آموزد.
بعضی را نظر بر این است که مولوی اساساً در قالب‌های صوفی‌گری امام محمد غزالی نمی‌گنجد. و می‌گویند: مثنوی او گاهی حتی با اصول صوفی‌گری مانند «نفرت از دنیا و عشق به خدا»، «فنای در خود و بقای در خدا» و تخلص به اخلاق الله» نیز در تعارض است. بر عکس مثنوی بیشتر با مسائلی از قبیل «حیات دینی روح» و «اشتیاق روح به اتحاد با حق» درگیر است. اما با دقت در مفاهیم مثنوی معلوم می‌شود که مولوی اندیشه‌ای فراتر از همه چیز داشته و به عبارت دیگر صلح کل بوده است و اگر تفاوت‌هایی میان سلوک وی با اندیشه‌های امثال امام محمد غزالی وجود دارد اما با آن در تعارض نیست.
مثنوی، منتخب بدون نظم و ترتیبی از تمامی اندیشه‌های فلسفی و کلامی جهان اسلامی از آغاز تا قرن هفتم هجری است. مولوی هرچه در هر دستگاه فکری درست یافته است، انتخاب کرده است. رشته‌ای که این نکات نامرتبط را به یکدیگر پیوند داده است، داستانهای مثنوی است.

## طبقه‌بندی سبک گفتار

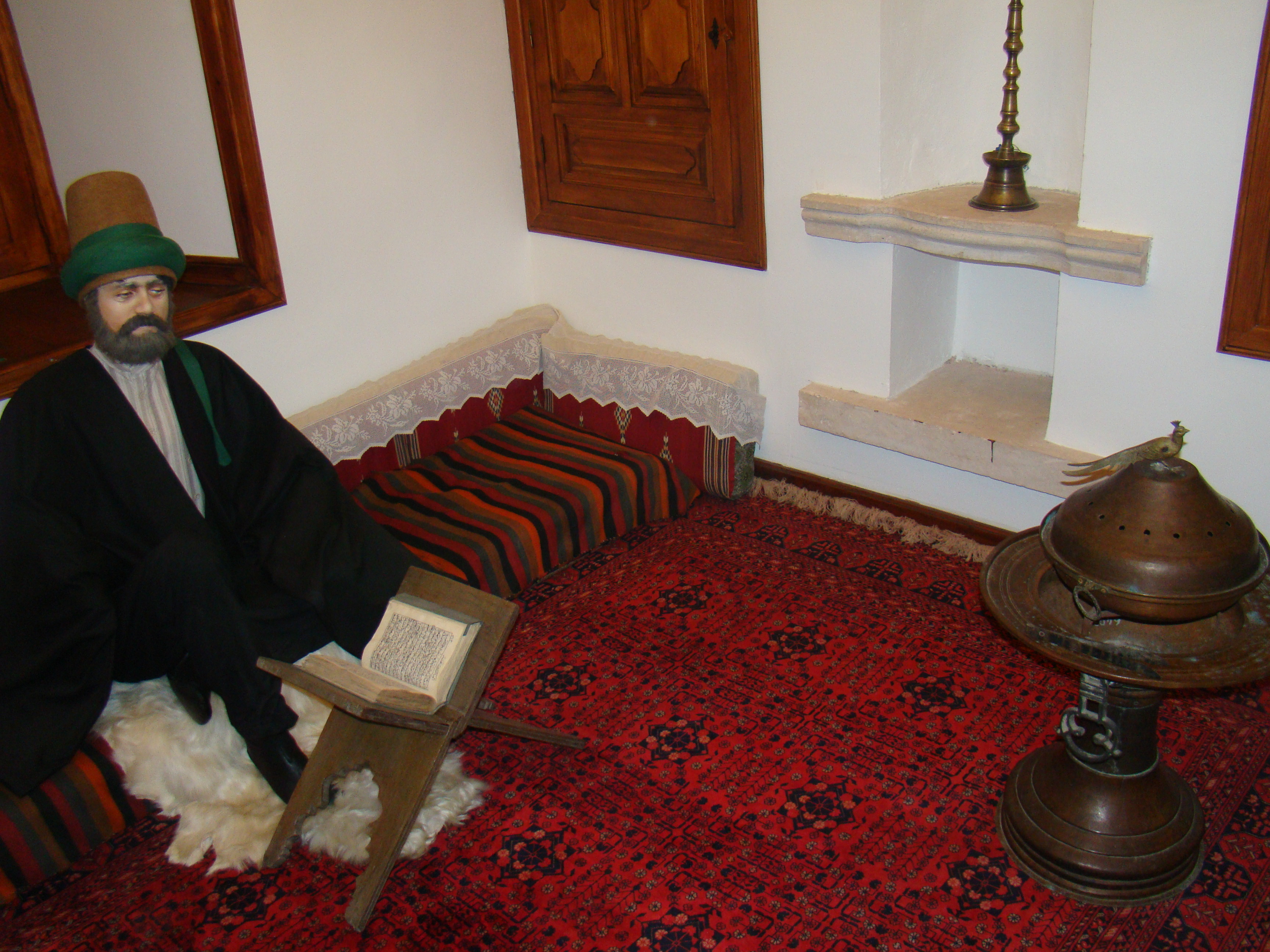
اتاق بازسازی شده در قونیه منسوب به مولوی که در آن مثنوی را می‌سرود و توسط حسام‌الدین چلبی نگاشته می‌شد

مطالب مثنوی را از جهت فهم خواننده به سه بخش عام، خاص و اخص تقسیم می‌کنند. بخش عام یا محکمات بخشی از مثنوی است که در آن روی سخن با عامه است و هرکس نیز به قدر فهم خود از آن استفاده می‌کند. اکثر حکایات و نصایح و پندهای مثنوی در این بخش قرار دارند.
| چونکه بد کردی بترس ایمن نباش |  | زانکه تخم است و برویاند خداش |

بخش دوم مطالب مثنوی بخش خاص یا بخش حدفاصل نامیده می‌شود. مطالب این بخش گویی چنان است که مولوی با یاران دمساز خود در خلوت بیان نموده است و خوانندگان از روزنی جسته و گریخته از آن می‌شنوند.
| با لب دمساز خود گر جفتمی |  | همچو نی من گفتنی‌ها گفتمی |

بخش سوم از مطالب مثنوی بخش اخص یا متشابهات است که آن دسته از سخنان بسیار مشکل و مبهم مثنوی است که متشابهات قرآنی را به یاد می‌آورد. برخی از سخنان این بخش از مثنوی قابل تاویلند مانند
| حیرت اندر حیرت آمد این قصص |  | بیهشی خاصگان اندر اخص |

که اشاره است به داستان بیهوش شدن پیامبر اسلام از هیبت دیدن جبرئیل. لیکن بخشی از اشعار این بخش یا تاویلات گوناگون دارند یا تاکنون تفسیر نشده‌اند. چرا که با سکوت مولوی نیمه کاره رها شده‌اند.
| گفتگو بسیار شد خامش شدم |  | مسئله تسلیم کردم تن زدم |

## مثنوی و شمس تبریزی
مولوی در حدود سن ۴۰ سالگی با شمس‌الدین محمد بن علی بن ملک داد تبریزی معروف به شمس تبریزی به مدت چهار سال (با یک دوره فترت) محشور شد و این ملاقات چنان اثری عمیق در وی گذاشت که هرجا در مثنوی کلمات آفتاب، خورشید یا شمس آمده است، روی سخن بلافاصله به شمس تبریزی بازگشته است.
| واجب آمد چونکه آمد نام او |  | شرح رمزی کردن از انعام او |

این موضوع محدود به این کلمات نیز نمی‌شود. هرجا در مثنوی داستانی از عشقی سوزان یا حکایت از محبتی جوشان می‌رود، سخن به شمس بازمی‌گردد. حکایت عشق سلطان محمود و ایاز و حکایت عشق پادشاه و کنیز (اولین حکایت دفتر اول) از این جمله‌اند.
| بشنوید ای دوستان این داستان |  | خود حقیقت نقد حال ماست آن |

## مثنوی و حسام الدین حسن چلبی

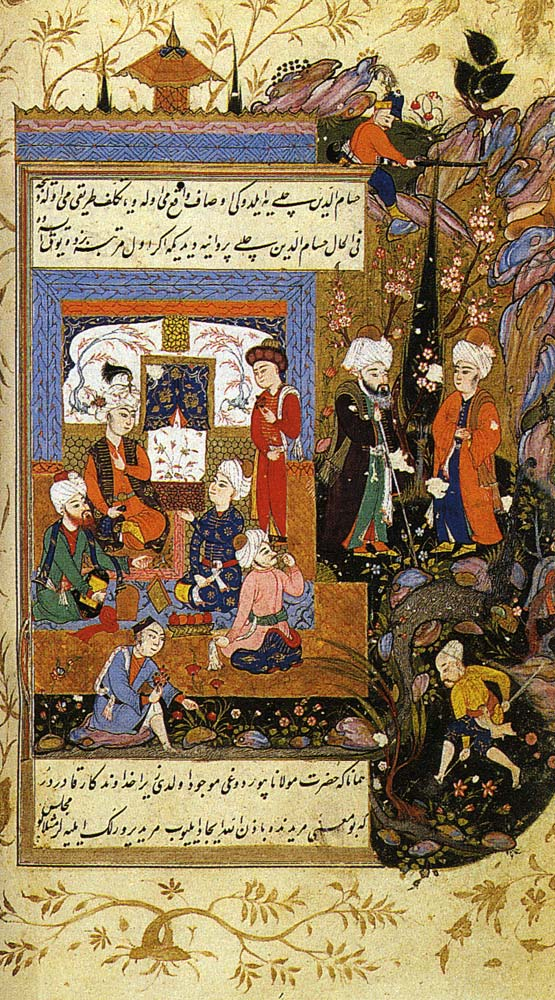
مثنوی و حسام‌الدین حسن چلبی

مصاحبت مولانا و حسام الدین حسن چلبی مدت ۱۰ سال به طول کشید و با وفات مولوی در سال ۶۷۲ پایان یافت. این سالها سالهای تألیف مثنوی معنوی است و مثنوی در حقیقت به خواست و اصرار حسام الدین از همان سال اول آشنایی سروده شد.

## مثنوی هفتاد من

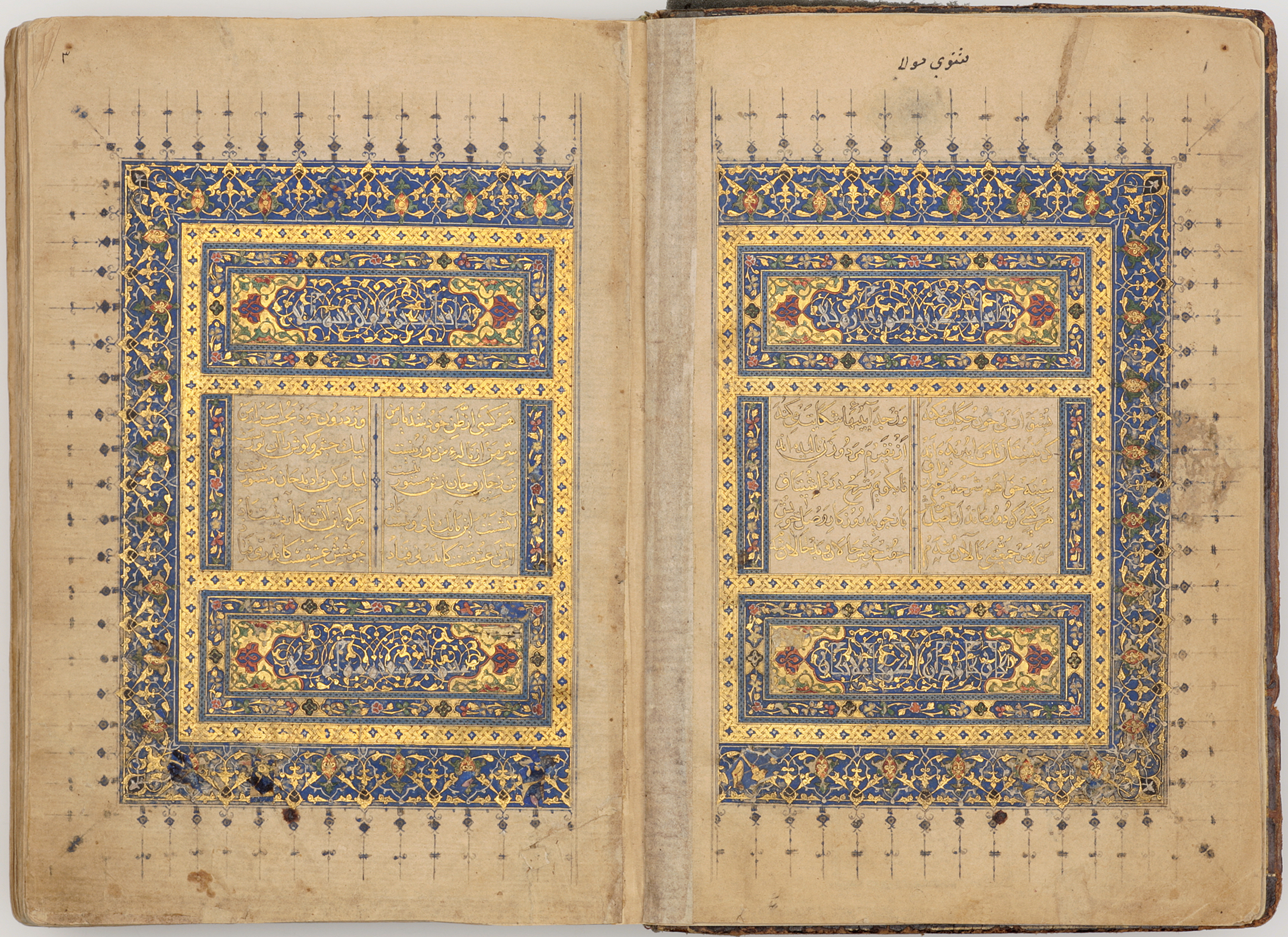
صفحه‌ای از مثنوی معنوی

مثنوی در میان قالب‌های شعر فارسی، جزء قالب‌های سهل و آسان شعری شمرده می‌شود. به همین لحاظ نیز شعرایی چون نورالدین عبدالرحمن جامی، عطار نیشابوری، و ده‌ها شاعر دیگر، طبع خود را درقالب مثنوی آزموده‌اند و غالباً در انشاء شعر موفق بوده‌اند؛ لذا، حجم بالای مثنوی معنوی ظاهراً نباید موجب تعجب و تحت تأثیر قراردادن خواننده باشد. لیکن آنچه مثنوی معنوی را از سایر مثنوی‌ها جدا می‌کند روانی آن در عین خلاقیت و نوآوری ادبی و معنی دقیق الفاظ و تعبیرات جدید آن است. انتقال معنی از مطلبی به مطلبی و از حکایتی به مضمونی دیگر و در عین حال پیوستگی و ناگسسته بودن مطالب در آن از بدیعیات است.
| گر شود بیشه قلم دریا مدید |  | مثنوی را نیست پایانی پدید |

## تأخیر دفتر دوم
مورخان و محققان تأخیر دو ساله در سرودن دفتر دوم مثنوی را غیبت و گوشه نشینی حسام‌الدین چلبی به علت فوت همسرش یا فوت صلاح الدین زرکوب قونوی ذکر کرده‌اند.
| مدتی این مثنوی تأخیر شد |  | مهلتی بایست تا خون شیر شد |

در این مدت مولانا موافقی نیافت تا حرف دل خود گوید و دامن صحبت غیر فرو نهاد؛ و مردان حق چون جویای حقیقت نبینند، خاموشی گزینند.
| خواب بیداری است چون با دانش است |  | وای بیداری که با نادان نشست |
| چونکه زاغان خیمه بر بهمن زدند   |  | بلبلان پنهان شدند و تن زدند |
| زآنکه بی گلزار بلبل خامش است    |  | غیبت خورشید بیداری کش است   |

## داستان ناتمام پایان دفتر ششم مثنوی
سلطان ولد فرزند مولانا گوید:
وقتی دفتر ششم مثنوی به پایان رسید دیگر پدر، دم نزد. از او سؤال کردم که داستان شاهزاده سوم دژ هش ربا ناتمام ماند.
| ای حیات دل حسام الدین بسی |  | میل می‌جوشد به قسم سادسی |
| پیشکش بهر رضایت می‌کشم     |  | درتمام مثنوی قسم ششم    |
| پیشکش می آرمت ای معنوی    |  | قسم سادس در تمام مثنوی  |
| بو که فیمابعد دستوری بود  |  | رازهای گفتنی گفته شود   |
| با بیانی کان بود نزدیک تر |  | زین کنایات دقیق مستتر   |
| ***                       |  | ***                     |

| مدتی زین مثنوی چون والدم     |  | شد خمش گفتم ورا کای زنده دم |
| از چه رو دیگر نمی‌گویی سخن    |  | از چه بر بستی در علم لدن    |
| قصهٔ شهزادگان نامد بسر        |  | ماند ناسفته در سوم پسر      |
| گفت نطقم چون شتر زین پس بخفت |  | نیستش با هیچ‌کس تا حشر گفت   |
| هست باقی شرح این لیکن درون   |  | بسته شد دیگر نمی‌آید برون    |
| همچو اشتر ناطقه اینجا بخفت   |  | او بگوید من دهان بستم ز گفت |
| وقت رحلت آمد و جستن ز جو     |  | کل شی هالک الا وجهه         |
| باقی این گفته آید بی زبان    |  | در دل آنکس که دارد نور جان  |

پدر گفت: دیگر اشتر نطقم بخفت و پس از من کسی دیگر خواهد آمد و ناگفته‌ها را خواهد گفت.
در قرن یازدهم شیخ نجیب الدین رضا تبریزی، داستان شاهزاده سوم را با عنوان شهروان معتبر در مدت زمان چهل روز با تفصیل انشاد نمود و همچنان‌که مولوی می‌سرود و حسام الدین چلبی می‌نوشت، دراین جا نیز شیخ علینقی اصطهباناتی جانشین و تربیت شدهٔ او کاتب مثنوی سبع المثانی وی بود.

## ملیت مثنوی
مولوی خود زادهٔ بلخ (خراسان بزرگ) بود و در زمان تصنیف مثنوی در قونیهٔ روم (ترکیهٔ فعلی) می‌زیست. اما زبان مثنوی فارسی ایرانیست. مثنوی را به گلی تشبیه کرده‌اند که گرچه در یک آب و خاک پرورش یافته، بوی عطرش مشام جهانیان را آگنده است. با آنکه مثنوی به عموم جهانیان تعلق دارد، ولی بهره ایرانیان و پارسی زبانان از وی بیشتر است. چرا که، اولاً، مثنوی شریف به زبان پارسی سروده شده، و ثانیاً، از محیط فرهنگی ایران بیشترین تأثیر را پذیرفته است. داستانهای مثنوی عموماً با فرهنگ ایران آن روزگار منطبق بوده است. داستان کبودی زدن قزوینی نمونه‌ای بارز از اینگونه تأثیر فرهنگی ایران بر مثنوی است.
| پارسی گو گرچه تازی خوشتر است |  | عشق را خود صد زبان دیگر است |

با این وجود نباید ناگفته گذاشت که مثنوی معنوی تأثیر زیادی روی ادبیات و فرهنگ ترکی نیز داشته است. دلیل این امر این است که اکثر جانشینان مولوی در طریقه صوفی مربوط به او از ناحیه قونیه بودند و آرامگاه وی نیز در قونیه است.
| ای بسا هندو و ترک همزبان |  | ای بسا دو ترک چون بیگانگان |

برخی مولوی شناسان (ازجمله عبدالحسین زرین‌کوب) برآنند که در شهر قونیه در زمان مولوی، زبان مردم کوچه و بازار، زبان فارسی بوده است.

## تصحیح‌های معتبر
- عبداللطیف عباسی گجراتی. تصحیح عبداللطیف عباسی گجراتی منشی، ادیب، مصحح و دانشمند بزرگ هندی از مثنوی معنوی که گسترده‌ترین پژوهش بر متن مثنوی از جهت تعداد مدارک مورد بررسی براساس ۸۰ نسخهٔ خطی می‌باشد، با مشارکت ادبا، فضلا و منشیان دربار جهانگیر شاه گورکانی در کشور هندوستان در سالهای ۱۰۳۱ تا ۱۰۳۲ هجری قمری / ۱۶۲۲–۱۶۲۳ میلادی انجام گرفته است. این تصحیح، ضمن این که از نخستین نمونه‌های تصحیح آثار فارسی به شیوهٔ نوین آن بشمار می‌رود، حاوی تعلیقات مصحح و بررسیهای فنی و ادبی گرانبهایی در حاشیهٔ آن است.
- رینولد نیکلسون. تصحیح رینولد نیکلسون از مثنوی نخستین بار سال ۱۹۲۵ میلادی در لیدن منتشر شد که انتشارات امیرکبیر سال ۱۳۳۶ نیز آن را در ایران منتشر کرد.
- عیدالکریم سروش. تصحیح عبدالکریم سروش از مثنوی بر اساس نسخه قدیمی قونیه بود که سال ۱۳۷۵ شرکت انتشارات علمی و فرهنگی آن را منتشر کرد.
- محمّدعلی موحّد. تصحیح محمّدعلی موحّد را انتشارات هرمس سال ۱۳۹۶ در دو جلد منتشر کرد.

## خلاصه‌های مثنوی
- لُب لُباب معنوی تألیف ملّاحسین واعظ کاشفی، تصحیح عبدالکریم سروش، انتشارات صراط
- مثنوی معنوی برای همه تألیف محمد جعفری مالواجردی، انتشارات آفرینش، تلخیص جامعی از تمامی شش دفتر مثنوی معنوی مولانا.

### بازنویسی حکایات مثنوی
تلاش‌های بسیاری برای بازنویسی حکایات مثنوی انجام شده است. اخیراً کوششی جدید به سبکی نو توسط محمد حسین مکارم انجام گرفته که علی‌رغم نوین بودن اثر و تصاویر زیبای آن بسیار ناشناخته است.
" کتاب «شرح درد اشتیاق» بازنویسی کلیه حکایات مثنوی، دفتر اول و دوم، به سبکی نو و امروزی در قالب داستانهای کوتاه و مینیمالیستی (داستانک یا داستان کوتاه)، به زبانی ساده و شیوا و قابل فهم عموم طبقات مردم می‌باشد. همچنین تعدادی از داستانها به فراخور مضمون آن، دارای دیدگاه عرفانی شخصیتهای به نام و مطرح، و بعضی نیز به تصاویر رنگی تازه و بدیع مزین است.

## ترجمه به زبان‌های دیگر

### ترجمه به زبان کردی
مثنوی معنوی توسط عبدالسلام مدرسی (خانی) با همان نام اصلی کتاب به شیوهٔ شعر و با حفظ وزن به زبان کردی و گویش سورانی ترجمه شده است. این ترجمه در سال ۱۳۹۵ در ارومیه از طرف مؤسسه انتشاراتی حسینی اصل در هزار نسخه و در دو مجلد به چاپ رسیده است. مجلد اول به دفتر اول تا چهارم اختصاص دارد و مجلد دوم از دفتر پنجم تا کشف‌الابیات را در بر می‌گیرد. همچنین ترجمهٔ دیگری از مثنوی معنوی در ۱۶۱۸ بیت به کردی کرمانجی توسط ملا احمد شرفخانی انجام شده که در قالب پروژهٔ شهرداری شهر قونیه برای ترجمهٔ مثنوی به ۵۰ زبان زندهٔ دنیا، در ۶ جلد به چاپ رسیده است.

## کتاب‌های تألیف شده راجع به مثنوی
- سمیرا بامشکی، روایت‌شناسی داستان‌های مثنوی، انتشارات هرمس، چاپ دوم، ۱۳۹۳، صص ۶۰۲
- حمیدرضا توکلی، بوطیقای روایت در مثنوی، انتشارات مروارید، چاپ دوم، ۱۳۹۱، صص ۷۰۶
- مهدی سیاح‌زاده، و چنین گفت مولوی، انتشارات مهراندیش، چاپ دوم، ۱۳۹۴، صص ۶۶۱
- جلال‌الدین همایی، مولوی نامه (دو جلد) مؤسسه نشر هما، چاپ نهم، ۱۳۷۶
- مجید آذرشاهی، داستان‌های منتخب مثنوی مولانا (شش جلد) انتشارات مسیر دانشگاه، ۱۳۹۷ خورشیدی، صص ۱۵۰۰

### تفسیرها و شرح‌ها
- ← احمد رومی که معاصر سلطان ولد بوده.
- جواهرالاسرار و زواهرالانوار تألیف کمال‌الدین حسین‌بن حسن خوارزمی. متوفی ۸۴۰ هجری قمری.
- شرح جامع مثنوی سروری تألیف مصلح الدّین مصطفی بن شعبان سروری متوفی ۹۷۰ هجری قمری به زبان فارسی در شش دفتر، بتازگی از کتابخانه‌های کشور ترکیه و بوسنی هرزگوین کشف و شناخته شده است. این شرح از حیث نزدیکی زمانی و مکانی شارح و شباهت شخصیتی او به مولانای رومی و کثرت شواهد حدیثی و قرآنی و ادبی که نشانی بسیاری از بینامتن‌های مثنوی را بیان کرده، مورد توجه قرار گرفته است.
- لطایف المعنوی من حقایق المثنوی، اثر عبداللطیف عباسی گجراتی که اولین شرح مثنوی در شبه قاره است. این کتاب با تصحیح و تحقیق بهزاد برهان در انتشارات موقوفات دکتر محمود افشار با همکاری انتشارات سخن به چاپ رسیده است.
- اسرارالغیوب تألیف خواجه ایوب، از صوفیان قرن دوازدهم.
- ← ولی‌محمد اکبرآبادی در سال ۱۱۴۰ هجری قمری.
- بحرالعلوم تألیف محمدبن نظام‌الدین.
- ← ملاهادی سبزواری (اسرار) ۱۲۹۰ هجری قمری.[۱۶]
- فاتح‌الابیات تألیف اسماعیل انقروی، شرحی است به ترکی استانبولی.
- المنهج‌القوی یوسف‌بن احمد مولوی به زبان عربی.
- ← محمد کفائی به زبان عربی چاپ بیروت ۱۹۶۵ میلادی.
- ← رینولد نیکلسون در هشت جلد به زبان انگلیسی چاپ لیدن ۱۹۳۷ میلادی.[۱۷]
- شرح جامع مثنوی معنوی ← کریم زمانی
- شرح مثنوی شریف در سه مجلد ← بدیع الزمان فروزانفر
- تفسیر و نقد و تحلیل مثنوی در ۱۵ جلد ← محمدتقی جعفری
- ← جعفر شهیدی
- ← محمد استعلامی برگزیده به‌عنوان بهترین کتاب سال.
- عین‌الله علا، زمزمه جان، شرح مثنوی معنوی، دوره چهار جلدی، دفتر اوّل، انتشارات سخن، ۱۳۹۳
- کلید مثنوی: شرح جامع مثنوی , اشرفعلی تانوی، مترجم سمیرا گیلانی، دوره ۲۴ جلدی، دفتر اول: جلد اول و دوم، پژوهشگاه اسرا و نشر راشدین، تهران: ۱۳۹۸.